# Parc national de Valkmusa
Le parc national de Valkmusa (en finnois : Valkmusan kansallispuisto, en suédois : Valkmusa nationalpark) est un parc national de Finlande de 17 km². Il a été créé en 1996.

## Présentation
Le parc s'étend sur les territoires de Kotka et de Pyhtää. Le parc national comprend des terres marécageuses, très représentatives du sud de la Finlande. Plus de 30 types de marais différents peuvent être classés dans la région. 

Le parc a une avifaune diversifiée, avec des espèces du sud et, d’autre part, la présence d’espèces nordiques, comme le tétras des saules et le bruant rustique. Le parc est un lieu de repos important pour les oiseaux migrateurs. Il y a une espèce de papillon très représentative dans la région, qui comprend de nombreuses espèces en voie de disparition. L’espèce symbole du parc est Idaea muricata.

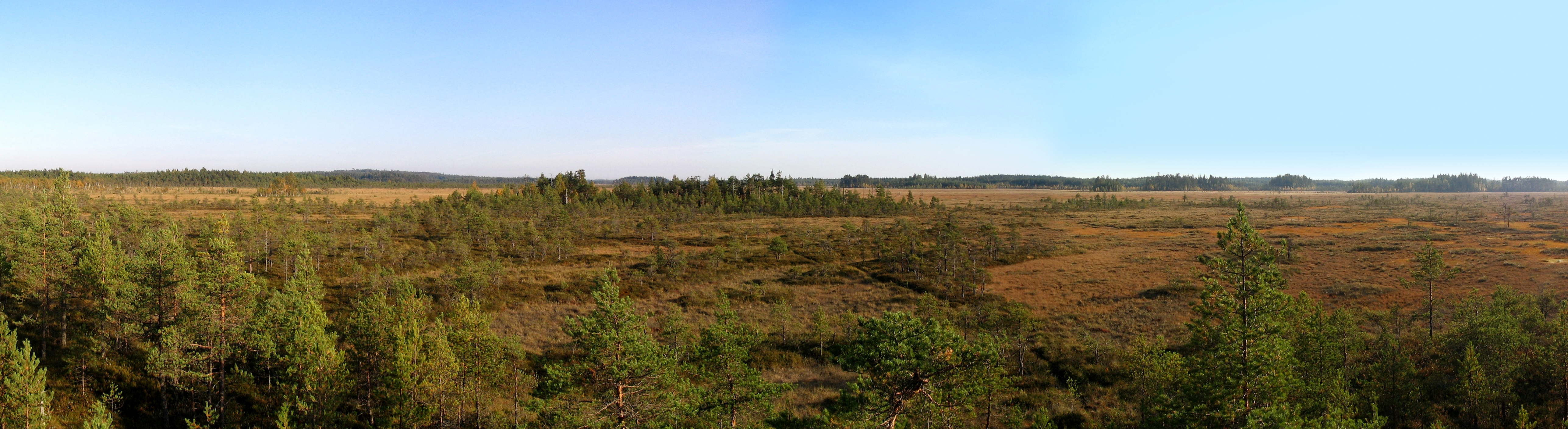
Le parc vu de la tour d'observation.